# Ritu Karidhal
Ritu Karidhal Srivastava (13 de abril de 1975) es una científica e ingeniera aeroespacial india que trabaja en la Agencia India de Investigación Espacial (ISRO). Fue directora adjunta de operaciones de la misión orbital india a Marte, Mars Orbiter Mission. Para rendir homenaje a su excelencia en la misión MOM, se creó una película de Bollywood, Misión Mangal, donde la actriz india Vidya Balan interpretó su papel.

## Juventud y familia
Karidhal nació en Lucknow, Uttar Pradesh. Creció en una familia de clase media que daba gran importancia a la educación. Estudió en la escuela pública St. Anjani en Lucknow. Desde niña, supo que su interés estaba en las ciencias espaciales. Mirando el cielo nocturno durante horas y pensando en el espacio exterior, se preguntó sobre la luna, sobre cómo cambia su forma y tamaño; estudió las estrellas y quiso saber qué había detrás del espacio oscuro. En su adolescencia, comenzó a recopilar recortes de periódicos sobre cualquier actividad relacionada con el espacio y realizó un seguimiento de las actividades de la Agencia India de Investigación Espacial y NASA.
Completó su licenciatura en Ciencias y en Física por la Universidad de Lucknow. Posteriormente realizó una maestría en Ciencias y se inscribió en un curso de doctorado en el Departamento de Física. Luego enseñó en el mismo departamento. Fue investigadora en la Universidad de Lucknow durante seis meses. Se unió Indian Institute of Science, Bangalore, para realizar una maestría en ingeniería aeroespacial.
En 2019, la Universidad de Lucknow le otorgó un doctorado honoris causa.

## Carrera
Ritu Karidhal trabajó para la Agencia India de Investigación Espacial desde 1997 y desempeñó un papel clave en el desarrollo de Mars Orbiter Mission de la India, ocupándose de los detalles y la ejecución del sistema de autonomía futura de la nave. También fue Directora Adjunta de Operaciones de esta misión.
Mars Orbiter Mission fue uno de los mayores logros de la Agencia India de Investigación Espacial y convirtió a la India en el cuarto país del mundo en llegar a Marte. Se llevó a cabo en 18 meses y a un costo mucho menor para los contribuyentes: sólo 450 millones de rupias. Su trabajo consistía en conceptualizar y ejecutar el sistema de autonomía de avance de la nave, que operaba las funciones del satélite de forma independiente en el espacio y respondía adecuadamente a las fallas.
Supervisó la misión Chandrayaan-2 como directora de la misión.
En 2021, cuando el Reino Unido asumió la presidencia del G7, Karidhal fue nombrada por la Ministra de Mujeres e Igualdad del país, Liz Truss, para integrar un Consejo Asesor de Igualdad de Género (GEAC) recién formado, presidido por Sarah Sands. 
Nuevamente en 2023, India lanzó la misión Chandrayaan-3 para aterrizar en el polo sur lunar y finalmente India se convirtió en el primer país en aterrizar suavemente en el polo sur lunar. Ritu Karidhal también trabajó en la misma misión y llevó a la India a este enorme éxito.

## Reconocimiento
Premio UP Gaurav Samman de manos del ministro principal de Uttar Pradesh, Yogi Adityanath, el Día de la UP, el 24 de enero de 2024.
Premio ISRO para Jóvenes Científicos en 2007 de manos de APJ Abdul Kalam, presidente de la India.
Karidhal recibió un doctorado honorario de la Universidad de Lucknow, su alma mater. Fue otorgado por el gobernador Anandiben Patel.